# Liste der Kulturdenkmale in Esch an der Alzette
In der Liste der Kulturdenkmale in Esch an der Alzette sind alle Kulturdenkmale der luxemburgischen Gemeinde Esch an der Alzette aufgeführt (Stand: 15. Juli 2025).

## Kulturdenkmale nach Ortsteil

### Belval
| Bild           | Bezeichnung | Lage                               | Beschreibung | Stufe | Eingetragen seit |
| -------------- | --- | ---------------------------------- | --- | ----- | ---------------- |
| Weitere Bilder | Hochöfen A und B mit Winderhitzern, Becken und Mulde, Koks- und Erzsilos, Teil der Eisenbahnlinie, die unter den Hochöfen A und B hindurch führt, die Umkleiden, die Gebläseanlage, die Hochofenbüros und das Zentrallager. | Universitätsviertel Belval (Karte) | Im Jahr 1909 gründete die Gelsenkirchener Bergwerks-AG eine Eisenhütte im Escher Stadtteil Belval. Die ersten beiden Hochöfen wurden 1911 angefahren, später kamen vier weitere Hochöfen hinzu, außerdem ein Stahlwerk und mehrere Walzstraßen. 1937 wurde die Hütte von dem Luxemburger Stahlkonzern ARBED übernommen. 1965 wurde der Hochofen A, 1970 der Hochofen B in Betrieb genommen. Mit der Umstellung auf Elektrostahlproduktion im Jahr 1996 wurde der Hochofen B als letzter noch aktiver Hochofen in Luxemburg stillgelegt. | IS    | 18. Juli 2000    |

### Esch
| Bild                                                                    | Bezeichnung                                                                                | Lage                                                                                  | Beschreibung | Stufe | Eingetragen seit   |
| ----------------------------------------------------------------------- | ------------------------------------------------------------------------------------------ | ------------------------------------------------------------------------------------- | --- | ----- | ------------------ |
| Weitere Bilder                                                          | ehemaliges „Kasino der ARBED“                                                              | rue d’Audun / avenue des Terres-rouges (Karte)                                        | Das Kasino wurde zusammen mit der Adolf-Emil-Hütte zwischen 1910 und 1912 von der Gelsenkirchener Bergwerks-AG nach Plänen des Architekten Paul Tafel erbaut. Das Gebäude diente als Kantine bzw. Restaurant und besaß eine Kegelbahn und einen Bankettsaal, in dem Empfänge abgehalten wurden. Später gehörten Hütte und Kasino der ARBED, die es im Jahr 1985 verkaufte. Der luxemburgische Staat erwarb es und stellte es unter Denkmalschutz. Im Jahr 1992 kaufte es die Gemeinde Esch und brachte dort das Musikkonservatorium unter. | PCN   | 28. November 1986  |
| Alte Baracke des Konzentrationslagers Hinzert                           | Alte Baracke des Konzentrationslagers Hinzert                                              | Place de la Résistance, Musée national de la Résistance et des Droits Humains (Karte) | | PCN   | 28. Oktober 1988   |
| Weitere Bilder                                                          | Dekanatskirche St. Joseph                                                                  | rue de l’Eglise (Karte)                                                               | Die neugotische Basilika wurde zwischen 1873 und 1877 nach Plänen des luxemburgischen Staatsarchitekten Karl Arendt erbaut. Die Innenarchitektur wurde ab 1881 von dem Architekten Alfons-Peter Kemp umgesetzt. Die figurativen Wandmalereien stammen von J. Schneider aus Köln und wurden 1908 vollendet. Auch die Gewölbedecken sind ausgemalt, ebenso der ⅝-Chor. Zwischen Langhaus und Chor schieben sich zwei mächtige Glockentürme. | PCN   | 27. Juni 1997      |
| Weitere Bilder                                                          | Denkmal für Emile Mayrisch mit Platz                                                       | Square Emile Mayrisch (Karte)                                                         | Im Jahr 1925 schlug der deutsche Architekt und Stadtplaner Josef Stübben vor, neben der Schule im Stadtteil Dellheicht einen Platz in Form eines kleinen Parks zu schaffen. Im Jahr 1929 wurde der Platz eingeweiht. Da im Jahr zuvor der Montanunternehmer Emile Mayrisch gestorben war, wurde beschlossen, ihm ein Denkmal zu setzen. Mit den Plänen dafür wurden der französische Architekt Auguste Perret und sein Sohn Gustave beauftragt. Es wurde am 14. August 1933 eingeweiht. Im erhöhten Zentrum des Denkmals sitzt ein Kopfporträt des Unternehmers, auf den beiden niedrigen Flügelseiten sind Reliefe mit Ansichten des Stahlwerks zu sehen. Geschaffen hat sie der französische Bildhauer Louis Dejean. | PCN   | 21. Juni 2017      |
| Gebäude                                                                 | Gebäude                                                                                    | 1, rue Léon Metz (Karte)                                                              | ehemaliges Hospital | PCN   | 2. März 2018       |
| Kino „Ariston“                                                          | Kino „Ariston“                                                                             | 9, rue Pierre Claude (Karte)                                                          | Das Gebäude wurde 1960–1962 als Pfarrgemeindezentrum errichtet, in dem neben einem Kino auch ein Bistro, ein Bankettsaal und ein Konferenzsaal untergebracht waren. Im Jahr 1986 schloss das „Ariston“. Erst im Jahr 1991 übernahm die luxemburgische Utopia Group den Betrieb, restaurierte das Kino und modernisierte die Technik. Im Mai 2006 übernahm die Caramba Cinemas das Kino und renovierte es. Im Jahr 2016 stellte man den Betrieb ein. Vier Jahre später erwarb die Gemeinde das Gebäude und stellt es seit 2022 dem Kinder- und Jugendtheater Esch zur Verfügung. | PCN   | 20. Dezember 2019  |
| Elektrolokomotive AEG 620,Dampflokomotive Hanomag,Schlackenwagen ADU 20 | Elektrolokomotive AEG 620, Dampflokomotive Hanomag, Schlackenwagen ADU 20                  | Place de l'Exposition, Ecke rue du Fossé/rue Marie Curie, rue de Luxembourg           | Die Elektrolokomotive AEG 620 wurde in den Werkstätten der ARBED in Esch erbaut und lief unter der Nummer ADU 622 bis in die 1980er Jahre bei ARBED in Düdelingen. Die Dampflokomotive wurde 1911 in Hannover bei der Hanomag im Auftrag des Aachener Hüttenvereins sein Hüttenwerk in Belval gebaut. Danach war sie bis 1930 für ARBED unter der Nummer AEB 18, dann als AEB 21 in Betrieb. Der Eisenbahnwaggon wurde für den Transport von Hochofenschlacke genutzt, sein Baujahr in unklar. Die drei Schienenfahrzeuge wurden 2021 restauriert. | PCN   | 1. April 2020      |
| Gebäude                                                                 | Gebäude                                                                                    | 47, rue de l’Hôpital (Karte)                                                          | | PCN   | 15. Juli 2020      |
| Weitere Bilder                                                          | Kirche Sacré-Cœur                                                                          | rue Zénon Bernard (Karte)                                                             | Da die Einwohnerzahl des Escher Stadtviertels Grenz Anfang des 20. Jahrhunderts stetig zunahm, wurde bereits 1911 ein Kirchbauverein gegründet, um den Bau einer Kirche voranzutreiben. Aber erst 1931/1932 wurde die heutige Grenzkirche nach Plänen der Architekten Jean Deitz und Christian Scholl im Stil des Art déco errichtet. Nach dem Zweiten Weltkrieg wurde in der Kirche eine „Chapelle Notre-Dame de la Résistance“ als Erinnerung an die luxemburgischen Widerstandskämpfer eingerichtet. Die helle Saalkirche mit Kassettendecke besitzt zwei niedrige Seitenschiffe und einen Rechteckchor. Vor das Langhaus wurde ein Turm gesetzt.                                                                   | PCN   | 23. Oktober 2020   |
| Wohngebäude                                                             | Wohngebäude                                                                                | 51, rue de Luxembourg (Karte)                                                         | | PCN   | 24. März 2021      |
|                                                                         | Archäologische Fundstätte „Schlassbësch“                                                   | (Karte)                                                                               | | PCN   | 2. Juni 2021       |
| Wohnhaus                                                                | Wohnhaus                                                                                   | 58, rue Caspar-Mathias Spoo (Karte)                                                   | | PCN   | 23. Juli 2021      |
| Weitere Bilder                                                          | Gebäude des ehemaligen Stahlwerks ARBED Terres-Rouges                                      | rue des Acacias / rue d'Audun (Karte)                                                 | Unter Schutz stehen die Gebäude und Werkstätten der ehemaligen Handwerkergasse des Stahlwerks, außerdem die Turbinenzentrale, das ehemalige Lager, die Gebläsehalle und das Stellwerk. Das älteste Bauwerk stammt aus der Zeit um 1890. Das Stahlwerk wurde 1977 geschlossen, als die neuen Hochöfen A, B und C in Belval in Betrieb genommen wurden. | PCN   | 23. Juli 2021      |
| Wohngebäude                                                             | Wohngebäude                                                                                | 104, rue de Luxembourg (Karte)                                                        | | PCN   | 7. Januar 2022     |
| Wohngebäude                                                             | Wohngebäude                                                                                | 5, rue St Vincent (Karte)                                                             | | PCN   | 5. September 2022  |
| Gebäude                                                                 | Gebäude                                                                                    | 68, rue de Luxembourg (Karte)                                                         | | PCN   | 13. September 2022 |
| Gebäude                                                                 | Gebäude                                                                                    | 70, rue de Luxembourg (Karte)                                                         | | PCN   | 13. September 2022 |
| Gebäude                                                                 | Gebäude                                                                                    | 72, rue de Luxembourg (Karte)                                                         | | PCN   | 13. September 2022 |
| Gebäude                                                                 | Gebäude                                                                                    | 74, rue de Luxembourg (Karte)                                                         | | PCN   | 13. September 2022 |
| Gebäude                                                                 | Gebäude                                                                                    | 76, rue de Luxembourg (Karte)                                                         | | PCN   | 13. September 2022 |
| Gebäude                                                                 | Gebäude                                                                                    | 78, rue de Luxembourg (Karte)                                                         | | PCN   | 13. September 2022 |
| Gebäude                                                                 | Gebäude                                                                                    | 80, rue de Luxembourg (Karte)                                                         | | PCN   | 13. September 2022 |
| Gebäude                                                                 | Gebäude                                                                                    | 82, rue de Luxembourg (Karte)                                                         | | PCN   | 13. September 2022 |
| Weitere Bilder                                                          | Verschiedene Gebäude und Objekte auf dem Gelände des ehemaligen Hüttenwerks „Metzeschmelz“ | (Karte)                                                                               | Zu den Gebäuden und Objekten gehören Eingangsportal „Lalleng“, Bürogebäude und Laboratorium, Gasleitung, Walzwerkhallen 1-4, Eingangsportal „Schëffleng“, Pumpenhaus B, Klärbehälter, Stellwerk, Zentralwerkstatt, Stützmauer, Zentralmagazin, Überreste der Mischanlage, ehemalige Gebläsehalle, Walzwerkhallen 7-10, Unterstation – Transformatorengebäude, Bürogebäude und Laboratorium des Walzwerks, Sanitärgebäude, Kühlturm, Werkstätten, Verwaltungsgebäude, Gasturbinenhalle, Pumpenhaus A, Direktionsgebäude, ehemaliger Eingangsturm des Schloss Berwart, Eingangsportal „Esch“ sowie Wasserturm. | PCN   | 24. März 2023      |
| Gebäude                                                                 | Gebäude                                                                                    | 3, rue du Fossé (Karte)                                                               | | PCN   | 13. Februar 2023   |
| Gebäude                                                                 | Gebäude                                                                                    | 29, rue Dicks (Karte)                                                                 | | PCN   | 19. September 2022 |
| Gebäude                                                                 | Gebäude                                                                                    | 17, rue Mathias Koener (Karte)                                                        | | PCN   | 8. August 2023     |
| Gebäude                                                                 | Gebäude                                                                                    | 10, rue Robert Schuman (Karte)                                                        | | PCN   | 29. September 2023 |
| Gebäude                                                                 | Gebäude                                                                                    | 37, rue Marie Muller-Tesch (Karte)                                                    | | PCN   | 30. Mai 2024       |
| Gebäude                                                                 | Gebäude                                                                                    | 49, Square Emile Mayrisch (Karte)                                                     | | PCN   | 30. Mai 2024       |
| Gebäude                                                                 | Gebäude                                                                                    | 2, rue St Vincent (Karte)                                                             | | PCN   | 26. Juli 2024      |
| Gebäude                                                                 | Gebäude                                                                                    | 31, rue Léon Metz (Karte)                                                             | | PCN   | 14. April 2025     |
| Weitere Bilder                                                          | „Meder-Haus“                                                                               | 65, rue Zénon Bernard (Karte)                                                         | Bauherr des Jugendstil-Hauses war 1907 der italienischen Einwanderer und Lebensmittelhändler Moïse Olivo. Im Jahr 1918 kaufte der Wein- und Weinhändler Charles Meder das Gebäude. Ab 1973 stand das inzwischen unbewohnte Haus zum Verkauf, bis es 1974 von der Gemeinde Esch erworben wurde. Es blieb allerdings ungenutzt und verfiel zusehends, viele der Jugendstildekorationen wurden gestohlen, die Fenster mit farbigen Verglasungen zerstört. Schließlich erwarb es der luxemburgische Staat und ließ es restaurieren. Heute gehört es dem Ministerium für Kultur. Das Centre de rencontre et d'information pour jeunes Esch betreibt dort seit 1991 ein Jugendhaus.                                          | IS    | 12. Dezember 1973  |
| „Park Cockerill“                                                        | „Park Cockerill“                                                                           | boulevard J. F. Kennedy (Karte)                                                       | Park des ehemaligen Cockerill-Gebäudes | IS    | 6. September 1989  |
| Weitere Bilder                                                          | Haus mit Grundstück                                                                        | 20, rue du Faubourg (Karte)                                                           | | IS    | 14. November 2002  |
| Wohngebäude                                                             | Wohngebäude                                                                                | 19, rue du Faubourg (Karte)                                                           | | IS    | 25. März 2011      |
| Wohngebäude                                                             | Wohngebäude                                                                                | 23, rue du Dix Septembre (Karte)                                                      | | IS    | 25. März 2011      |
| Wohngebäude                                                             | Wohngebäude                                                                                | 2, rue Pierre Claude (Karte)                                                          | | IS    | 9. August 2012     |
| Wohnhaus                                                                | Wohnhaus                                                                                   | 51, rue des Remparts (Karte)                                                          | | IS    | 8. September 2015  |
| Wohnhaus                                                                | Wohnhaus                                                                                   | 8, rue Louis Pasteur (Karte)                                                          | | IS    | 26. Juni 2017      |
| Wohnhäuser                                                              | Wohnhäuser                                                                                 | 8, rue Léon Metz / 117, rue de Luxembourg (Karte)                                     | | IS    | 29. September 2017 |
| ehemalige Werkstätten ARBED Terres-Rouges                               | ehemalige Werkstätten ARBED Terres-Rouges                                                  | rue J. P. Bausch (Karte)                                                              | | IS    | 17. Oktober 2017   |
| ehemaliges Elektrizitätswerk                                            | ehemaliges Elektrizitätswerk                                                               | Ellergrund (Karte)                                                                    | | IS    | 1. Februar 2018    |
| Wohn- und Geschäftshaus                                                 | Wohn- und Geschäftshaus                                                                    | 76, rue de l’Alzette (Karte)                                                          | | IS    | 13. November 2018  |
| Wohngebäude                                                             | Wohngebäude                                                                                | 20, Dieswee (Karte)                                                                   | | IS    | 25. April 2019     |

### Lallingen
| Bild           | Bezeichnung                                                     | Lage                           | Beschreibung | Stufe | Eingetragen seit   |
| -------------- | --------------------------------------------------------------- | ------------------------------ | --- | ----- | ------------------ |
| Weitere Bilder | Eugène-Mousset-Haus mit ursprünglichem Mobiliar und Wandbildern | 163, rue de Luxembourg (Karte) | Das 1905 erbaute Haus war bis zu seinem Tod im Jahr 1941 Wohnsitz des Malers Eugène Mousset. Von ihm stammen auch die zwei Gemälde an der Decke im Erdgeschoss sowie weitere 18 Wand- und Deckenbilder. Nachdem es jahrelang leer stand und verfiel, beschloss die Stadt Esch als Eigentümerin im Jahr 2010, es zu sanieren und dort den Kulturdienst der Gemeinde anzusiedeln. Der zweigeschossige Putzbau mit Zeltdach wurde über einem quadratischen Grundriss errichtet. | IS    | 17. September 2001 |

Legende: PCN – Immeubles et objets bénéficiant des effets de classement comme patrimoine culturel national; IS – Immeubles et objets inscrits à l’inventaire supplémentaire

## Quelle
- Liste des immeubles et objets beneficiant d’une protection nationales, Nationales Institut für das gebaute Erbe, Fassung vom 12. September 2022, S. 32 ff. (PDF)